# Адальберт Фердинанд Прусский
Адальбе́рт Фердина́нд Беренга́р Ви́ктор (нем. Adalbert Ferdinand Berengar Viktor von Preußen; 14 июля 1884, Потсдам — 22 сентября 1948, Ла-Тур-де-Пейльц, Женевское озеро, Швейцария) — принц прусский, третий сын кайзера Вильгельма II и императрицы Августы Виктории.

## Биография
Назван в честь адмирала принца Адальберта (1811—1873), племянника кайзера Вильгельма I. С рождения ему прививали любовь к морю. Обучался в Плёне, затем в Кильской военно-морской школе.
В августе 1901 года — марте 1902 года совершил учебный поход по Средиземному морю на корвете «Шарлотта» (S.M.S. Charlotte). Поход предусматривал и дипломатические мероприятия: в Стамбуле, принц провёл шесть дней с приёмами у султана и торжественными обедами. В дальних морских походах представлял кайзера в иностранных государствах, в частности, в Греции и Китае. Проживал в Киле, на скромной вилле Зеелюст. К 1914 году дослужился до звания капитан-лейтенанта военно-морских сил.
3 августа 1914 года женился на принцессе Аделаиде Саксен-Майнингенской (1891—1971). В ходе Первой мировой войны служил на линейном корабле «Принц-регент Луитпольд» (S.M.S. Prinzregent Luitpold), также участвовал на сухопутных сражениях во Фландрии. Перед высшим морским командованием Адальберт лоббировал военно-морские взгляды Гуго фон Поля. С мая 1917 по март 1918 года являлся командиром лёгкого крейсера «Данциг» (S.M.S. Danzig), на котором служил ещё до войны, затем был назначен командиром нового лёгкого крейсера "Дрезден»(S.M.S. Dresden II), которым командовал до конца войны. На ноябрь 1918 года он был в чине корветтен-капитана. Закончил войну, командуя фландрской флотилией миноносцев.
Весной 1919 года покинул Киль и переехал в поместье в Бад-Хомбурге. В 1928 году окончательно покинул Германию и переехал вместе с женой в Швейцарию, где они проживали под именами графа и графини фон Линген. В политической жизни участия не принимал. Движение нацистов, в отличие от некоторых своих братьев, не поддерживал. Умер в 1948 году в возрасте 64 лет.

## Потомки
От брака с Аделаидой имел следующих детей:
- Виктория Марина (род. и ум. 4 сентября 1915), умерла вскоре после рождения.
- Виктория Марина (11 сентября 1917 — 22 января 1981), была замужем за Кирби Петерсоном (24 июля 1907 — 4 июня 1984), от которого имела троих детей:
  - Беренгар Орин Бернхард Кирби Паттерсон (21 августа 1948 — 18 мая 2011),в 1994 году женился на Памелле Найт (род. 1944). Детей у них не было.
  - Марина Аделаида Эмили Паттерсон (21 августа 1948 — 10 января 2011), вышла замуж в 1982 году за Джона Уильяма Энгеля (род. 1946). У пары был один сын.
  - Дона Мария Паттерсон (род. 7 августа 1954), 28 июля 1974 года, вышла замуж за Стивена Лероя Перла (род. 1951). Детей у пары нет.
- Вильгельм Виктор (15 февраля 1919 — 7 февраля 1989), женился на Марии-Антуанетте, графине Хойос (27 июня 1920 — 1 марта 2004), в браке родилось двое детей: 
  - Мария-Луиза Прусская (род. 18 сентября 1945), замужем за графом Рудольфом Шёнбург-Глахау (род. 1932). У супругов родилось двое детей.
  - Адальберт-Александр Прусская (род. 4 марта 1948), женившийся 14 июня 1981 года на Еве-Марии Кудике (род. 1951). У супругов родилось трое сыновей: